# Them Heavy People
Them Heavy People è un singolo della cantante inglese Kate Bush tratto dall'album del 1978 The Kick Inside, e pubblicato solo per il mercato giapponese con il titolo Rolling The Ball, dove raggiunse la terza posizione in classifica.

## Il brano
Il brano parla di religione e degli insegnamenti di Gesù, di George Gurdjieff, e di altri, ed esprime un impellente desiderio di imparare il più possibile finché si è ancora giovani.
Kate Bush ha proposto il brano dal vivo in diverse occasioni, tra cui in diverse trasmissioni TV come al Saturday Night Live negli Stati Uniti. Una versione dal vivo della canzone compare nell'EP On Stage.

## Versioni
- 5-mag-1978 – Kate Bush, Them Heavy People, 45gg, EMI, Giappone[2]. Questa versione contiene i brani seguenti:

1. "Them Heavy People" – 3:04
2. "The Man With The Child In His Eyes" – 2:38